# Volcán Zuidwal
Volcán Zuidwal (en neerlandés: Zuidwalvulkaan) es un volcán extinto en los Países Bajos a más de 2 km bajo tierra en el Mar de Wadden, entre Harlingen y Vlieland, justo al sur oeste de la isla Griend. El volcán estuvo activo durante el Jurásico tardío, (alrededor de 160 a 148 Mega años atrás) y desde entonces ha sido cubierto por cerca de 2000 metros de rocas sedimentarias, la mayor parte lutitas y areniscas del Cretácico.
El volcán fue descubierto en 1970, cuando la petrolera francesa Elf Aquitaine, estaba haciendo ejercicios de prueba en el Mar de Wadden, con la esperanza de encontrar un yacimiento de gas que un levantamiento sísmico había indicado.